# 显子草属
显子草属（学名：Phaenosperma）是禾本科下的一个属，为多年生、粗壮草本植物。该属仅有显子草（Phaenosperma globosa）一种，分布于日本、朝鲜和中国华东、华中及西南。